# Optický disk

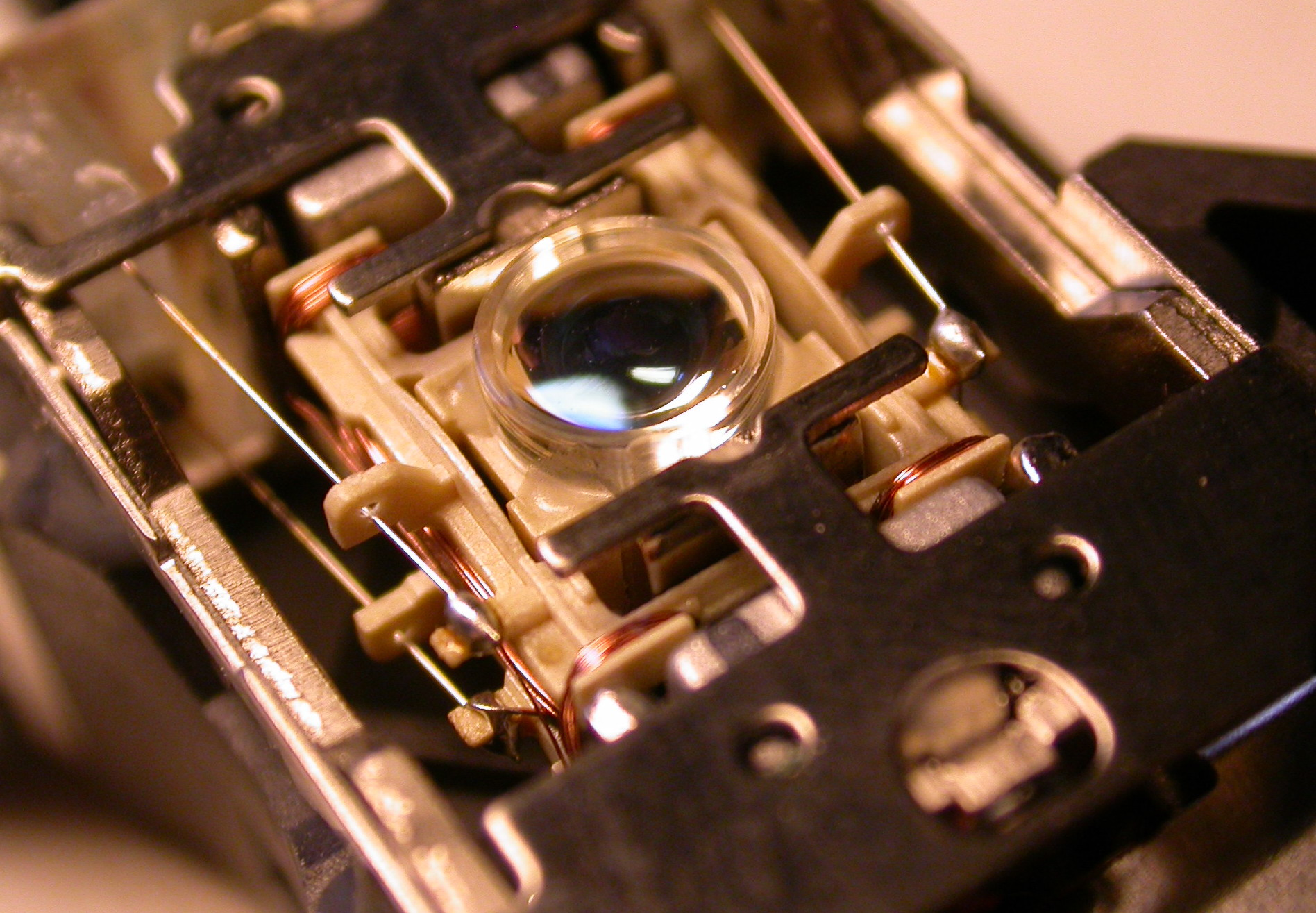
Optická čočka mechaniky kompaktních disků.

Optický disk je paměťové médium diskového tvaru, které k záznamu nebo adresaci používá světelný paprsek laseru.

## Charakteristika

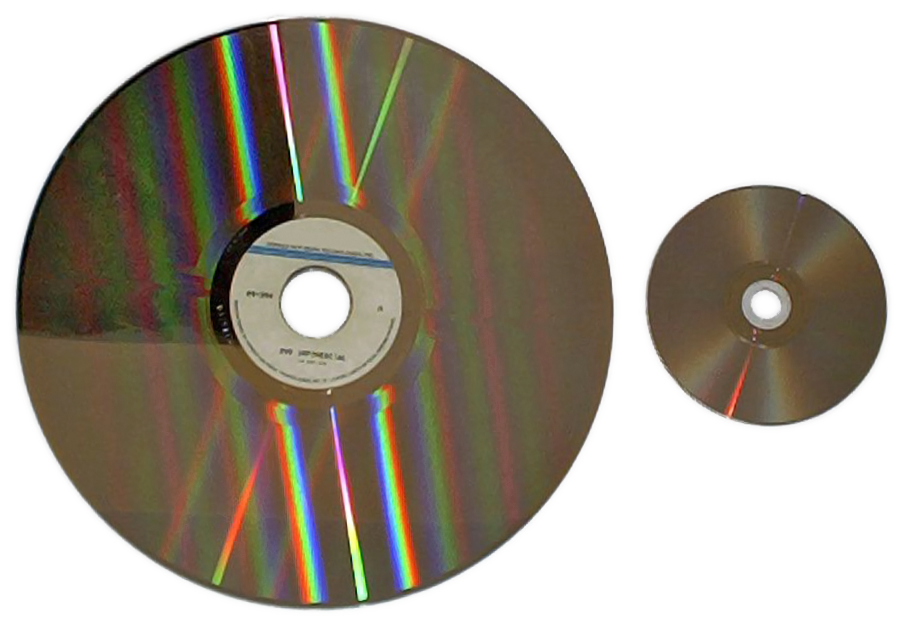
Srovnání velikosti Laserdiscu (vlevo) a DVD (vpravo)

Ve výpočetní technice a záznamových technologiích Optický disk (OD) je plochý, kruhový disk na který se zaznamenávají binární data ve formě prohlubní (binárně 0) a výstupků (binárně 1) na speciální materiál (často hliník). Materiál pro kódování je typicky usazen na vrstvě tlustšího substrátu (obvykle polykarbonátu) který tvoří většinu disku a tvoří protiprachovou vrstvu. Zápis a čtení následuje nepřerušovanou spirálu zaplňující celý povrch disku, směrem zevnitř disku ven. Data se ukládají na disk pomocí laseru nebo lisovacího stroje a lze je přečíst pokud je stopa dat osvětlena laserovou diodou v optické mechanice kde je disk roztočen na rychlosti kolem 4000 otáček za minutu a více, dle mechaniky, formátu disku a vzdálenosti čtecí hlavy od centra disku (vnitřní stopy jsou čteny vyšší rychlostí). Prohlubně nebo výstupky deformují odražené světlo laseru, proto většina optických disků má charakteristický duhový vzhled, tvořený odrazy drážek v odrazové vrstvě (výjimkou jsou černé disky původní konzole PlayStation). Zadní strana disku má obvykle vytištěný štítek, občas z papíru, ale je většinou vytištěný nebo vylisovaný přímo na disk. Tato strana disku obsahuje samotná data a je typicky potažená transparentním materiálem, často lakem. Na rozdíl od 3½ palcových disket většina optických disků nemá integrovaný ochranný kryt a proto jsou náchylné na poškození jako škrábance, otisky prstů, a dalších povětrnostních problémů.
Optické disky mají průměr většinou mezi 7,6 a 30 cm, 12 cm je nejčastější velikost. Typický disk má tloušťku 1,2 mm a rozteč stop (vzdálenost středu jedné stopy ke středu druhé) je typicky 1,6 µm.
Optický disk je navržen tak, aby podporoval jeden ze tří typů záznamu: Pouze čtení (read only, například CD-ROM), pro záznam (recordable, např. CD-R) a přepisovatelné (Rewritable, CD-RW).
Disky pro jeden záznam mají vrstvu pro záznam z organického barviva mezi substrátem a odrazovou vrstvou. Přepisovatelné disky typicky mají záznamovou vrstvu ze slitiny složené z phase-change materiálu, nejčastěji slitiny stříbra, india, antimonu a telluru: AgInSbTe.
Optické disky se nejčastěji používají k ukládání hudby (např. pro použití v CD přehrávačích), videa (Blu-Ray disky) nebo dat (v PC). Optical Storage Technology Association (OSTA) propaguje standardizované formáty pro ukládání dat. Ačkoli optické disky jsou odolnější než dřívější audiovizuální záznamová média a formáty, jsou náchylné k poškození způsobené každodenním užíváním. Knihovny a archivy zavádějí pravidla pro prodloužení životnosti a zajištění trvalé použitelnosti optických disků.

## Historie
První optický disk byl vynalezen v roce 1958. V roce 1962 David Paul Gregg registroval patent pro analogový optický disk určený k záznamu videa. Tato forma optických disků byla první forma DVD (DVD bylo vytvořeno z Greggových patentů,      USA. Patentový spis 3,430,966.  Dostupné: <online>.) V šedesátých letech, Music Corporation of America (MCA) koupila Greggovy patenty a jeho firmu, Gauss Electrophysics.
Později v Nizozemsku v roce 1969, výzkumníci firmy Philips začali své první experimenty s videodisky v Eindhovenu. V r. 1975, Philips a MCA začali spolupracovat a v roce 1978 představili dlouho očekávaný Laserdisc v Atlantě. MCA dodávala disky a Philips dodával přehrávače, nicméně jejich prezentace byla technicky a komerčně neúspěšná a kooperace Phillips/MCA byla ukončena. V Japonsku a Spojených státech, Pioneer měl s videodiskem úspěch až do nástupu DVD. V roce 1979, Philips a Sony, úspěšně společnými silami vytvořili kompaktní disk.
V 90. letech 20. století konsorcium vytvořilo druhou generaci optického disku, DVD.

### Přehled typů optických disků
| Název                                                     | Kapacita   | Experimentální1                             | Roky2       |
| --------------------------------------------------------- | ---------- | ------------------------------------------- | ----------- |
| Laserdisc (LD)                                            | 0.3GB      |                                             | 1971-2001   |
| Kompaktní disk (CD)                                       | 0.7-0.9GB  |                                             | 1981-dnešek |
| MiniDisc (MD)                                             | 0.14GB     |                                             | 1989-dnešek |
| Magnetooptický disk (MOD)                                 | 0.1-16.7GB |                                             | 1990-dnešek |
| Digital Versatile Disc (DVD)                              | 4.7-17GB   |                                             | 1995-dnešek |
| Laser Intensity Modulation Direct OverWrite (Limdow-Disc) | 2.6GB      | 10GB                                        | 1996-dnešek |
| GD-ROM                                                    | 1.2GB      |                                             | 1997-dnešek |
| Fluorescent Multilayer Disc                               |            | 50-140GB                                    | 1998-2003   |
| Versatile Multilayer Disc (VMD)                           | 5-20GB     | 100GB                                       | 1999-2010   |
| Ultra Density Optical (UDO)                               | 30-60GB    |                                             | 2000-dnešek |
| FVD (FVD)                                                 | 5.4-15GB   |                                             | 2001-dnešek |
| Enhanced Versatile Disc (EVD)                             | DVD        |                                             | 2002-2004   |
| HD DVD                                                    | 15-51GB    | 1TB                                         | 2002-2008   |
| Blu-ray disk (BD)                                         | 25-128GB   | 400GB                                       | 2002-dnešek |
| Professional Disc for Data (PDD)                          | 23GB       |                                             | 2003-2006   |
| Digital Multilayer Disk                                   |            | 22-32GB                                     | 2004-2007   |
| Multiplexed Optical Data Storage (MODS-Disc)              |            | 250GB-1TB                                   | 2004-dnešek |
| Universal Media Disc (UMD)                                | 0.9-1.8GB  |                                             | 2004-2012   |
| Holographic Versatile Disc (HVD)                          |            | 6.0TB                                       | 2004-dnešek |
| Protein-coated Disc (PCD)                                 |            | 50TB                                        | 2005-dnešek |
| M-DISC                                                    |            | 4,7 GB (DVD format), 25 GB (Blu-ray format) | 2009-dnešek |

1) Prototypy a experimentální hodnoty.

2) Roky od (známého) startu vývoje do konce prodeje nebo vývoje.

### Specifikace
| Označení                  | Označení | Strany | Vrstvy (celkem) | průměr | Kapacita | Kapacita |
| Označení                  | Označení | Strany | Vrstvy (celkem) | (cm)   | (GB)     |          |
| ------------------------- | -------- | ------ | --------------- | ------ | -------- | -------- |
| BD                        | SS SL    | 1      | 1               | 8      | 7.8      |          |
| BD                        | SS DL    | 1      | 2               | 8      | 15.6     |          |
| BD                        | SS SL    | 1      | 1               | 12     | 25       |          |
| BD                        | SS DL    | 1      | 2               | 12     | 50       |          |
| BD                        | SS TL    | 1      | 3               | 12     | 100      |          |
| BD                        | SS QL    | 1      | 4               | 12     | 128      |          |
| CD–ROM 74 min             | SS SL    | 1      | 1               | 12     | 0.682    |          |
| CD–ROM 80 min             | SS SL    | 1      | 1               | 12     | 0.737    |          |
| CD–ROM                    | SS SL    | 1      | 1               | 8      | 0.194    |          |
| DDCD–ROM                  | SS SL    | 1      | 1               | 12     | 1.364    |          |
| DDCD–ROM                  | SS SL    | 1      | 1               | 8      | 0.387    |          |
| DVD–1                     | SS SL    | 1      | 1               | 8      | 1.46     |          |
| DVD–2                     | SS DL    | 1      | 2               | 8      | 2.66     |          |
| DVD–3                     | DS SL    | 2      | 2               | 8      | 2.92     |          |
| DVD–4                     | DS DL    | 2      | 4               | 8      | 5.32     |          |
| DVD–5                     | SS SL    | 1      | 1               | 12     | 4.70     |          |
| DVD–9                     | SS DL    | 1      | 2               | 12     | 8.54     |          |
| DVD–10                    | DS SL    | 2      | 2               | 12     | 9.40     |          |
| DVD–14                    | DS DL/SL | 2      | 3               | 12     | 13.24    |          |
| DVD–18                    | DS DL    | 2      | 4               | 12     | 17.08    |          |
| DVD–R 1.0                 | SS SL    | 1      | 1               | 12     | 3.95     |          |
| DVD–R (2.0), +R, –RW, +RW | SS SL    | 1      | 1               | 12     | 4.7      |          |
| DVD-R, +R, –RW, +RW       | DS SL    | 2      | 2               | 12     | 9.40     |          |
| DVD–RAM                   | SS SL    | 1      | 1               | 8      | 1.46     |          |
| DVD–RAM                   | DS SL    | 2      | 2               | 8      | 2.65     |          |
| DVD–RAM 1.0               | SS SL    | 1      | 1               | 12     | 2.58     |          |
| DVD–RAM 2.0               | SS SL    | 1      | 1               | 12     | 4.70     |          |
| DVD–RAM 1.0               | DS SL    | 2      | 2               | 12     | 5.16     |          |
| DVD–RAM 2.0               | DS SL    | 2      | 2               | 12     | 9.40     |          |